# Oceanisch kampioenschap voetbal vrouwen 1989
Het OFC Vrouwen Kampioenschap 1989 was de derde editie van het OFC Vrouwen Kampioenschap. Het voetbaltoernooi werd gehouden van 26 maart tot en met 1 april 1989 en vond plaats in Brisbane, Australië. Het werd voor de tweede opeenvolgende keer gewonnen door het Taiwanees voetbalelftal.
Het toernooi met vier deelnemers werd in een groepsfase afgewerkt, waarbij elk team één keer tegen de drie andere deelnemers uitkwam. De nummers één en twee van de groep speelden in een finale wedstrijd om de titel.

## Teams
- Australië
- Nieuw-Zeeland
- Papoea-Nieuw-Guinea
- Chinees Taipei

## Groepsfase
| Land                | Wed | Win | Gel | Ver | DV | DT | +/- | Pnt |
| ------------------- | --- | --- | --- | --- | -- | -- | --- | --- |
| Nieuw-Zeeland       | 3   | 3   | 0   | 0   | 8  | 0  | 8   | 6   |
| Chinees Taipei      | 3   | 2   | 0   | 1   | 10 | 2  | 8   | 4   |
| Australië           | 3   | 1   | 0   | 2   | 7  | 6  | 1   | 2   |
| Papoea-Nieuw-Guinea | 3   | 0   | 0   | 3   | 0  | 17 | -17 | 0   |

### Wedstrijdresultaten
26 maart 1989
| Nieuw-Zeeland  | 2-0 | Australië           |                      |  |
| Chinees Taipei | 6-0 | Papoea-Nieuw-Guinea | Score niet bevestigd |  |

28 maart 1989
| Nieuw-Zeeland | 1-0 | Chinees Taipei      |  |
| Australië     | 6-0 | Papoea-Nieuw-Guinea |  |

30 maart 1989
| Nieuw-Zeeland | 5-0 | Papoea-Nieuw-Guinea |  |

31 maart 1989
| Chinees Taipei | 4-1 | Australië |  |

## Finale
1 april 1989
| Chinees Taipei | 1-0 | Nieuw-Zeeland |  |

| Kampioen: Chinees Taipei (2e titel) |